# Johan Ludvig Öhrström
Johan Ludvig Öhrström, född 8 maj 1811 i Ystad, död där 23 januari 1877, var en svensk borgmästare.
Öhrström, som var son till rådmannen och stadskassören Johan Theodor Öhrström och Anna Ulrika Cronsioe, blev student vid Lunds universitet 1827. Han avlade juridisk examen och blev slutligen borgmästare i Vadstena stad 1845.